# Jozef Brojer
Jozef Brojer (15. januar 1842 - 20 jun 1925) je bio istaknuti bečki lekar koji je došao do ključnih otkrića u oblasti neurofiziologije i iz čijeg je rada, 80-tih godina XIX veka, sa pacijentkinjom Bertom Papenhajm, poznatom kao Ana O, nastao metod lečenja razgovorom (katartički metod) i postavio osnove psihoanalizi koju je dalje razvio njegov štićenik Sigmund Frojd.

## Detinjstvo i mladost
Jozefov otac Leopold Brojer, rođeni Bečlija, bio je učitelj veronauke u bečkoj jevrejskoj zajednici. Brojeru je  majka umrla dok je još bio veoma mlad i odgajila ga je baka po majci, a do osme godine podučavao ga je otac. Završio je gimnaziju Akademisches Gymnasium u Beču 1858, a zatim studije medicine na Bečkom univerzitetu. Diplomirao je 1867. i počeo da radi kod interniste Johana Opolcera na univerzitetu.

## Neurofiziologija
Brojer je, radeći pod supervizijom Evalda Heringa na bečkoj vojnomedicinskoj školi, prvi demonstrirao ulogu nervus vagusaa u refleksnoj prirodi disanja. To je predstavljalo pomak od prethodnog shvatanja u fiziologiji i promenilo je način na koji su naučnici do tada gledali na vezu pluća sa nervnim sistemom. Ovaj mehanizam je danas poznat pod nazivom Hering-Brojerov refleks.
Godine 1873, Brojer i fizičar i matematičar Ernst Mah su, nezavisno jedan od drugog, otkrili kako funkcioniše osećaj ravnoteže (tj. percepcija neravnoteže u glavi). Ravnoteža je regulisana pomoću informacija koje mozak prima od kretanja fluida u polukružnim kanalima unutrašnjeg uha. Da osećaj ravnoteže zavisi od tri polukružna kanala otkrio je 1870. fiziolog Fridrih Golc, ali on nije otkrio kako funkcioniše aparat za osećaj ravnoteže.

## Ana O
Brojer je verovatno najpoznatiji po svom radu, 80-tih godina XIX veka, sa Anom O (pseudonim Berte Papenhajm), ženom koja je patila od "paralize udova, anesteziranosti, kao i od poremećaja vida i govora". Brojer je primetio da su se njeni simptomi ublažavali ili nestajali kad bi mu ih opisivala. Ana O je duhovito nazvala ovaj postupak čišćenje dimnjaka. Ona je takođe dala i ozbiljniji naziv za ovaj oblik terapije, a to je lečenje razgovorom. Brojer je kasnije to nazvao "katartičkim metodom".
Brojer je potom bio mentor mladom Sigmundu Frojdu i pomogao mu da razvije sopstvenu medicinsku praksu. Ernest Džons se priseća: "Frojd je bio veoma zainteresovan da čuje slučaj Ane O, koji je... ostavio na njega snažan utisak"; i u svom delu Pet predavanja o psihoanalizi iz 1909, Frojd je velikodušno istakao: "Bio sam student i spremao sam završne ispite u vreme kad je... Brojer prvi upotrebio ovaj postupak ... Niko pre toga nije uspeo da otkloni histerični simptom pomoću takvog metoda."
Frojd i Brojer su dokumentovali svoje diskusije o Ani O i o drugim slučajevima u njihovoj knjizi Studije o histeriji iz 1895. Ove diskusije o Brojerovom tretmanu Ane O postale su "formativna osnova za psihoanalitičku praksu, naročito važnost fantazija (u ekstremnim slučajevima, halucinacija), histerije [...], i koncept i metod katarze koji su najveći Brojerovi doprinosi." Luis Breger primećuje da u Studijama o histeriji "Frojd je u potrazi za velikom teorijom koja će ga učiniti poznatim i zbog toga se uvek čvrsto hvata za ono što on misli da će biti jedini uzrok histerije, kao što je seksualni konflikt... Brojer, s druge strane, piše o mnogobrojnim faktorima koji izazivaju simptome, uključujući traume najrazličitijih vrsta. On takođe pripisuje zasluge drugima, kao što je Pjer Žane, i zastupa "eklekticizam"; otvoren je za mnoge različite načine razumevanja i tretiranja histerije."
Brojer i Frojd su postajali sve otuđeniji. Sa frojdovske tačke gledišta, "dok je Brojer, sa svojom inteligentnom i zaljubljivom Anom O, i ne znajući to, utro put psihoanalizi, Frojd je bio taj koji je izvukao značaj iz Brojerovog slučaja." Međutim, Breger primećuje da se Brojer, mada je cenio Frojdove doprinose, nije slagao sa tim da su seksualni problemi jedini uzrok neurotičnih simptoma; u pismu jednom kolegi iz 1907. godine, napisao je da je Frojd "čovek koji je sklon apsolutnim i isključivim formulacijama: to je fizička potreba koja, po mom mišljenju, vodi preteranoj generalizaciji." Frojd se kasnije okrenuo protiv Brojera, ne pripisujući mu više zasluge i podstičući glasine da Brojer nije uspeo da se izbori sa erotskom pažnjom koju mu je poklanjala Ana O i da je napustio njen slučaj, iako istraživanja ukazuju da se to nikada nije desilo i da je Brojer ostao da radi na ovom slučaju nekoliko godina tokom kojih se ona nije osećala dobro."
Godine 1894, Brojer je izabran za člana Bečke akademije nauka.

## Porodica
Brojer se oženio Matildom Altman 1868. i imali su petoro dece. Njegova ćerka Dora kasnije je izvršila samoubistvo, radije nego da bude deportovana u nacistički logor. Druga njegova ćerka, Margarete Šif, nastradala je u logoru Terezijenštat, 9. septembra 1942. Brojerova unuka, Hana Šif, umrla je u nacističkom zarobljeništvu.

## Radovi
- Zwei Fälle von Hydrophobie. U: Wiener medizinische Wochenschrift 18 (1868). Sp. 178 f., 210-213.
- Das Verhalten der Eigenwärme in Krankheiten. U: Wiener medizinische Wochenschrift 18 (1868). Sp. 982-985, 998-1002.
- „Die Selbststeuerung der Athmung durch den Nervus vagus.”. Sitzungsberichte der Akademie der Wissenschaften Wien. стр. 909—937., math.-naturw. Kl. 58/2 (1868), .
- „Bemerkungen zu Senator's "Beiträge zur Lehre von der Eigenwärme und dem Fieber".”. Arch. Path. Anat.: 391f.. , Berlin 46 (1969), .
- „Über Bogengänge des Labyrinths.”. Allg. Wien. Med. ZTG.: 598.. 18 (1873), , 606.
- „Über die Function der Bogengänge des Ohrlabyrinthes.”. Med. Jb.: 72—124. 1874.. , Wien .
- „Zur Lehre vom statischen Sinne (Gleichgewichtsorgan). Vorläufige Mittheilung.”. Anz. Ges. Ärzte: 31—33.. Wien 1873. Nr. 9 (17. Dezember 1873), .
- „Beiträge zur Lehre vom statischen Sinne (Gleichgewichtsorgan, Vestibularapparat des Ohrlabyrinths). Zweite Mittheilung.”. Med. Jb.: 87—156. 1875.. , Wien .
- Breuer, J. (1889). „Neue Versuche an den Ohrbogengängen.”. Arch. Physiol. 44: 135—152. doi:10.1007/BF01789776.. 44 (1889), .
- Breuer, J. (1891). „Über die Funktion der Otolithen-Apparate.”. Arch. Physiol. 48: 195—306. doi:10.1007/BF01802737.. 48 (1891), .
- „Über Brommastitis.”. Wien. Med. Presse. 35.. 35 (1894), Sp. 1028.
- Breuer, Josef (1897). „Über Bogengänge und Raumsinn.”. Arch. Physiol. 68 (10–12): 596—648. doi:10.1007/BF01647369.. 68 (1897), .
- „Vortrag, gehalten am 2. Mai 1902.”. Vorträge und Besprechungen. 1902. стр. 43—64.. Nachdruck der Ausgabe 1902: Edition diskord, Tübingen 1986.
- „Über Galvanotropismus bei Fischen.”. ZBL. Physiol.: 481—483.. , Wien 16 (1902), .
- „Studien über den Vestibularapparat.”. Sitzungsberichte der Akademie der Wissenschaften Wien: 315—394.. , math.-naturw. Kl. 112/3(1903), .
- „Über den Galvanotropismus (Galvanotaxis) bei Fischen.”. Sitzungsberichte der Akademie der Wissenschaften Wien: 27—56.. , math.-naturw. Kl. 114/3 (1905), .
- „Über das Gehörorgan der Vögel.”. Sitzungsberichte der Akademie der Wissenschaften Wien: 249—292.. , math.-naturw. Kl. 116/3 (1907), .
- „Bemerkungen zu Dr. H. Abels Abhandlung "über Nachempfindungen im Gebiete des kinästhetischen und statischen Sinnes".”. ZSCHR. Psychol. Physiol. Sinnesorg.: 78—84.. 45 (1907), 1. Abt., .
- „Über Ewald's Versuch mit dem pneumatischen Hammer (Bogengangsapparat).”. ZSCHR. Sinnesphysiol.: 373—378.. 42 (1908), .
- Curriculum vitae. стр. 9—24. [1923]. U: Dr. Josef Breuer 1842-1925. Wien o. J. [1927]. .
- „Ein telepathisches Dokument.”. Umschau: 215f.. 28 (1924). .
- Josef Breuer / Rudolf Chrobak: „Zur Lehre vom Wundfieber. Experimentelle Studie.”. Med. Jb.: 3—12.. , Wien 22/4 (1867). .
- Josef Breuer / Sigmund Freud: „Über den psychischen Mechanismus hysterischer Phänomene. Vorläufige Mittheilung.”. Neurol. ZBL.: 4—10.. 12 (1893), , 43-47; zugleich in: Wien. med. Blätter 16 (1893), стр. 33–35, 49-51..
- Sigmund Freud / Josef Breuer: Breuer, Josef; Freud, Sigmund (1991). Studien über Hysterie. Fischer-Taschenbuch-Verlag. ISBN 978-3-596-10446-8.. Franz Deuticke, Leipzig + Wien 1895. Neudruck: 6. Auflage. Fischer, Frankfurt a. M.
- Josef Breuer / Alois Kreidl: „Über die scheinbare Drehung des Gesichtsfeldes während der Einwirkung einer Centrifugalkraft.”. Arch. Physiol.: 494—510.. 70 (1898), .
- Marie von Ebner-Eschenbach / Josef Breuer: Ein Briefwechsel. 1889-1916. Bergland-Verlag, Wien 1969

## Dodatna literatura
- Cranefield, Paul F. "Breuer, Josef." In the Charles Coulston Gillispie, ур. (1981). Dictionary of Scientific Biography. 2. New York: Charles Scribner's Sons. ISBN 978-0-684-80588-7.
- Hirschmüller, Albrecht (1990). The Life and Work of Josef Breuer: Physiology and Psychoanalysis. New York: New York University Press. ISBN 978-0-8147-3427-8.
- Zangwill, O. L (1998). „Breuer, Joseph.”. The Oxford Companion to the Mind. New York: Oxford University Press. ISBN 978-0-19-860224-8.

## Spoljašnje veze
- „Gale Encyclopedia of Psychology”. Архивирано из оригинала 13. 12. 2004. г..